# العلاقات القبرصية الكينية
العلاقات القبرصية الكينية هي العلاقات الثنائية التي تجمع بين قبرص وكينيا.

## مقارنة بين البلدين
هذه مقارنة عامة ومرجعية للدولتين:
| وجه المقارنة                                              | قبرص                                                                 | كينيا                         |
| --------------------------------------------------------- | -------------------------------------------------------------------- | ----------------------------- |
| المساحة (كم2)                                             | 9.24 ألف                                                             | 581.31 ألف                    |
| عدد السكان (نسمة)                                         | 1.14 مليون                                                           | 48.47 مليون                   |
| الكثافة السكانية (ن./كم²)                                 | 123.38                                                               | 83.38                         |
| العاصمة                                                   | نيقوسيا                                                              | نيروبي                        |
| اللغة الرسمية                                             | اليونانية الحديثة، اللغة التركية، لغة يونانية                        | اللغة السواحلية، لغة إنجليزية |
| العملة                                                    | يورو، جنيه قبرصي                                                     | شيلينغ كيني                   |
| الناتج المحلي الإجمالي (بليون دولار)                      | 21.65 مليار                                                          | 74.94 مليار                   |
| الناتج المحلي الإجمالي (تعادل القوة الشرائية) بليون دولار | 26.73 مليار                                                          | 142.24 مليار                  |
| الناتج المحلي الإجمالي الاسمي للفرد دولار أمريكي          | 23.24 ألف                                                            | 1.38 ألف                      |
| الناتج المحلي الإجمالي للفرد دولار أمريكي                 | 30.24 ألف                                                            | 2.95 ألف                      |
| مؤشر التنمية البشرية                                      | 0.850                                                                | 0.548                         |
| رمز المكالمات الدولي                                      | +357                                                                 | +254                          |
| رمز الإنترنت                                              | .cy                                                                  | .ke                           |
| المنطقة الزمنية                                           | ت ع م+02:00، ت ع م+03:00، توقيت شرق أوروبا، توقيت شرق أوروبا الصيفي ‏ | ت ع م+03:00                   |

## منظمات دولية مشتركة
يشترك البلدان في عضوية مجموعة من المنظمات الدولية، منها:
| علم المنظمة | اسم المنظمة                               | تاريخ انضمام قبرص | تاريخ انضمام كينيا |
| ----------- | ----------------------------------------- | ----------------- | ------------------ |
|             | مؤسسة التنمية الدولية                     | 2 مارس 1962       | 3 فبراير 1964      |
|             | يونسكو                                    | 6 فبراير 1961     | 7 أبريل 1964       |
|             | مؤسسة التمويل الدولية                     | 2 مارس 1962       | 3 فبراير 1964      |
|             | منظمة حظر الأسلحة الكيميائية              | ?                 | ?                  |
|             | الأمم المتحدة                             | 20 سبتمبر 1960    | 16 ديسمبر 1963     |
|             | الاتحاد الدولي للاتصالات                  | 24 أبريل 1961     | 11 أبريل 1964      |
|             | منظمة الشرطة الجنائية الدولية             | ?                 | ?                  |
|             | البنك الدولي للإنشاء والتعمير             | 21 ديسمبر 1961    | 3 فبراير 1964      |
|             | الاتحاد البريدي العالمي                   | ?                 | ?                  |
|             | المركز الدولي لتسوية المنازعات الاستشارية | 25 ديسمبر 1966    | 2 فبراير 1967      |
|             | وكالة ضمان الاستثمار متعدد الأطراف        | 12 أبريل 1988     | 28 نوفمبر 1988     |
|             | منظمة التجارة العالمية                    | ?                 | 1995               |
|             | الفريق المعني برصد الأرض                  | ?                 | ?                  |
|             | دول الكومنولث                             | ?                 | 12 ديسمبر 1963     |

## وصلات خارجية
- موقع وزارة الخارجية القبرصية
- موقع وزارة الخارجية الكينية